# Рожаш, Янош
Янош Рожаш (венг. Rózsás János, 6 августа 1926 — 2 ноября 2012) — венгерский писатель-мемуарист, узник ГУЛАГа, по основной профессии бухгалтер, технический переводчик с русского и немецкого, литератор.

## Биография
Рожаш родился в Будапеште. С 1940 года работал на мелких должностях — помощник администратора, делопроизводитель в нотариате, секретарь.
В 1944 году попал в плен Красной Армии. Против него было выдвинуто обвинение, что он добровольно воевал против Советского Союза в качестве новобранца венгерской армии. Девять лет, с 1944 по 1953, Рожаш находился в советских лагерях. В Экибастузском лагере он познакомился и подружился с будущим нобелевским лауреатом Александром Солженицыным, с которым вместе провёл три года.
В 1962 году был реабилитирован Верховным Судом СССР. Вернувшись в Венгрию, во второй половине 1970-х в 1980-х Рожаш написал несколько книг и статей о ГУЛАГе. Золтан Салкаи (венг. Zoltán Szalkai), венгерский режиссёр, снял фильм о Яноше Рожаше и Дьёрде Золтане Биене (венг. Bien György Zoltán), которые были узниками ГУЛАГа. В августе 2001 года получил Рыцарский крест Ордена Заслуг Венгерской Республики. В 2003 году Венгерская Академия искусств присудила ему золотую медаль за его мемуары, в тот же год он ему было присвоено звание почетного гражданина округа Зала.
Рожаш умер 2 ноября 2012 года, в возрасте 86, в Надьканиже.

## Произведения
- Keserű ifjúság (Горькая юность) (München, 1986)
- Éltető reménység (Надежда на жизнь) (München, 1987)
- Duszja nővér (Медсестра Дуся) (Nagykanizsa, 1995)
- GULAG-lexikon (Энциклопедия ГУЛАГа) (Budapest, 2000)
- Leventesors (Судьба молодого венгерского курсанта во время Второй мировой войны) (Nagykanizsa, 2005)